# Liste von Kunstwerken im öffentlichen Raum in Waltrop
Die Liste von Kunstwerken im öffentlichen Raum in Waltrop gibt einen Überblick über Kunst im öffentlichen Raum, unter anderem Skulpturen, Plastiken, Landmarken und andere Kunstwerke in Waltrop, Kreis Recklinghausen. Es besteht kein Anspruch auf Vollständigkeit.

## Kunstwerke in Waltrop
| Bezeichnung                    | Standort                                                                 | Koordinate                      | errichtet | Künstler                         | Anmerkungen                                                                       | Bild |
| ------------------------------ | ------------------------------------------------------------------------ | ------------------------------- | --------- | -------------------------------- | --------------------------------------------------------------------------------- | ---- |
| Am Kiepenkerl                  | Fußgängerzone: Ecke Hagelstraße/Rösterstraße/Dortmunder Straße/Neuer Weg | 51° 37′ 24,6″ N, 7° 23′ 48,2″ O |           | Paul Reding                      | Brunnen mit Bronzeskulptur eines Wanderhändlers                                   |      |
| Spurlattenturm                 | Halde Brockenscheidt                                                     | 51° 36′ 59,9″ N, 7° 25′ 16,8″ O |           | Jan Bormann                      | Aussichtspyramide aus Spurlatten                                                  |      |
| Kreuzweg                       | Halde Brockenscheidt                                                     | 51° 37′ 4,3″ N, 7° 25′ 28,8″ O  | 2007      | Paul Reding                      |                                                                                   |      |
| Porträt-Skulptur Rudolph Haack | Alte Schachtschleuse Henrichenburg, Schleusenpark Waltrop                | 51° 37′ 5,4″ N, 7° 19′ 48,5″ O  | 1913      |                                  | Schlussstein mit Porträt des Ingenieur-Wissenschaftlers Rudolph Haack (1833–1909) |      |
| Demut                          | Dortmund-Ems-Kanal, Nähe Schiffshebewerk Henrichenburg                   | 51° 37′ 2,3″ N, 7° 19′ 26,4″ O  | 2010      | Petra Weifenbach und Axel Siefer | KulturKanal Tafel 15                                                              |      |